# Getto weneckie

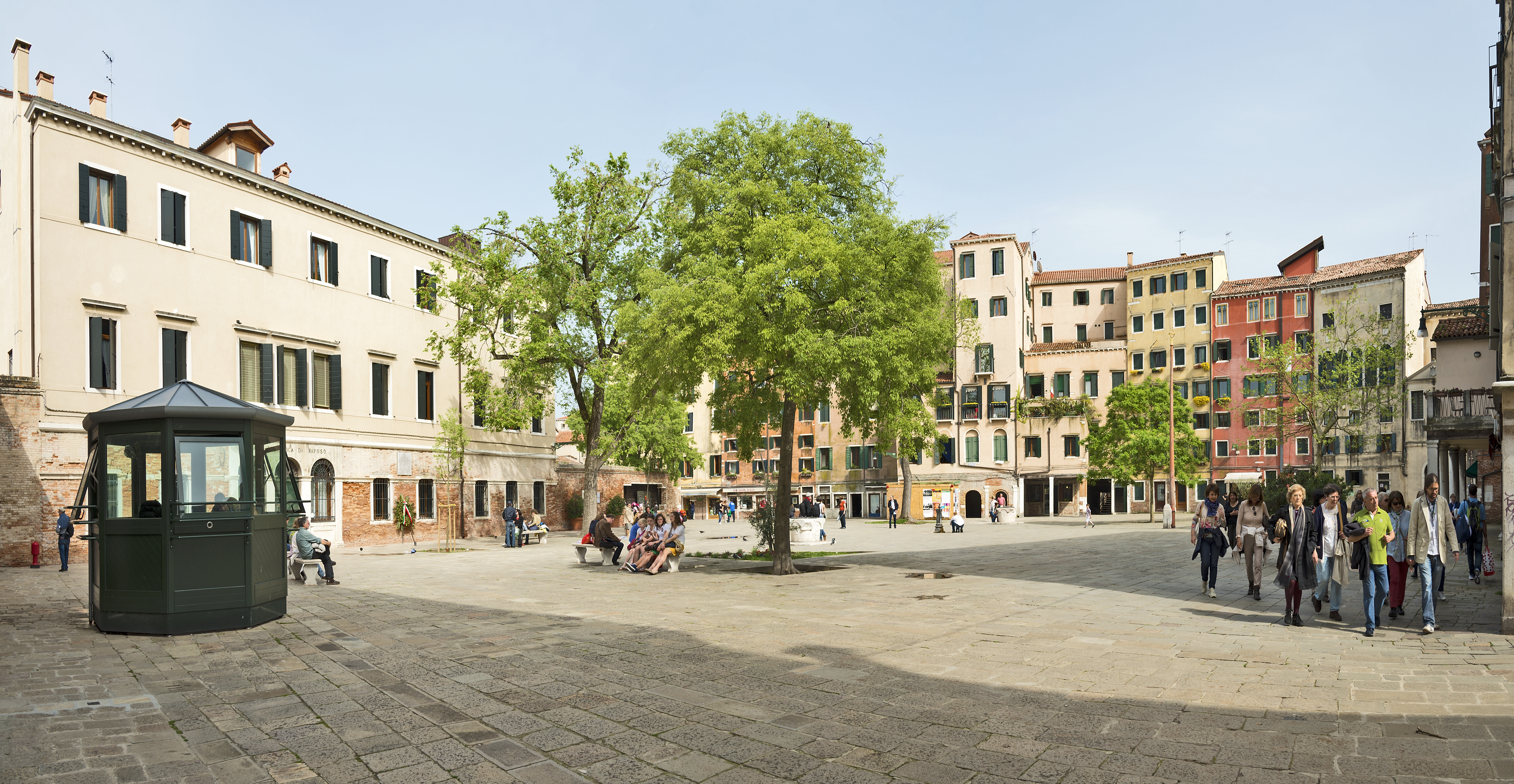
Campo de Ghetto Novo – główny plac getta weneckiego

Getto weneckie – obszar w Wenecji (Włochy), na którym Żydzi byli zmuszeni żyć w czasach Republiki Weneckiej. Termin „getto” wywodzi się od określenia obszaru starej odlewni na obrzeżach Wenecji, gdzie znajdowała się żydowska dzielnica. Getto weneckie zostało utworzone 29 marca 1516 roku, chociaż polityczne restrykcje ograniczające prawa i pobyt Żydów istniały tam już wcześniej. Było to pierwsze na świecie getto.

## Etymologia

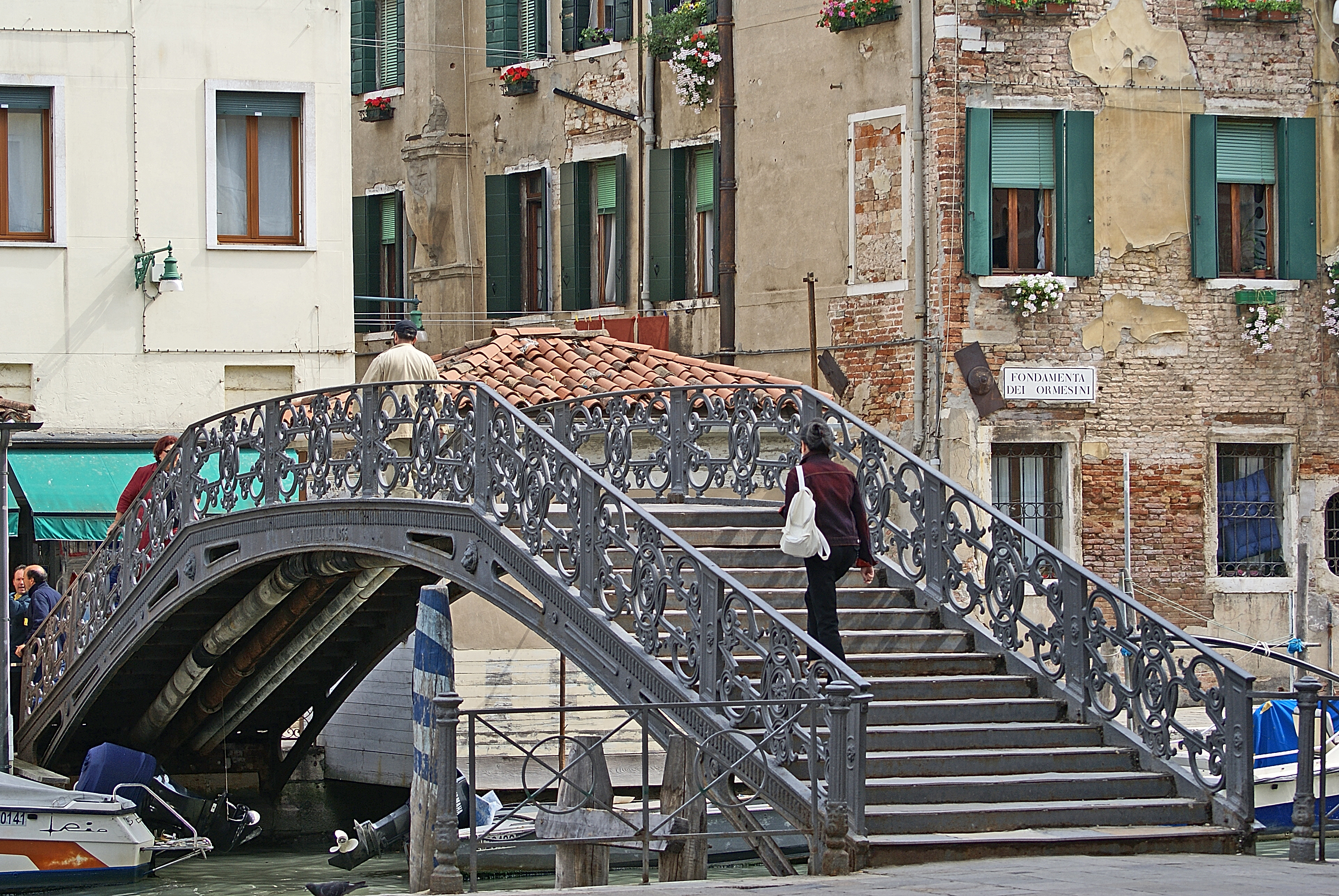
Ponte de Gheto Novo

Pochodzenie słowa „getto” jest dyskusyjne. Anatoly Liberman, profesor University of Minnesota na swoim blogu Oxford Etymologist, zamieszczonym w Oxford University Press's Academic Insights for the Thinking World twierdzi, że wszystkie proponowane etymologie słowa są niepoprawne. Sugeruje on możliwe powiązanie z niemieckim Gasse, szwedzkim gata, gotyckim gatwo, które oznaczają ulicę. Słowa odrzucane przez Libermana to:
- getto (odlewnia), ponieważ ge- i ghe- mają bardzo zróżnicowaną wymowę we Włoszech, zatem wydzielony obszar zgodnie z logiką powinien być nazywany getti (l.mn.: odlewnie),
- borgo, zdrobnienie od borghetto, czyli „małe miasteczko”,
- hebrajskie słowo get, oznaczające dokument rozwodowy, bez żadnego powiązania z „miejscem przymusowej separacji”[4].

## Lokalizacja

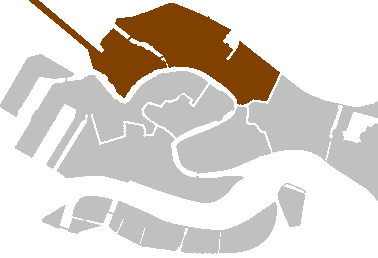
Lokalizacja weneckiej dzielnicy Cannaregio

Getto znajdowało się w obrębie weneckiej sestiere (dzielnicy) Cannaregio. Było podzielone na Ghetto Nuovo (nowe getto) i przyległe Ghetto Vecchio (stare getto). Te dwie nazwy części getta są mylące, ponieważ odpowiadają one starej i nowej lokalizacji odlewni. W odniesieniu do żydowskiego zamieszkania, Ghetto Nuovo było w rzeczywistości starsze niż Ghetto Vecchio.

## Historia
Przed powstaniem getta Żydzi mogli przebywać na terenie Wenecji, ale podlegali różnorodnym restrykcjom. Musieli nosić specjalne odznaki z żółtego płótna. Nie mogli pozostawać w mieście dłużej niż 15 dni z rzędu, nie mogli nawiązywać relacji seksualnych z chrześcijankami czy chrześcijanami. W porównaniu z innymi krajami ówczesnej Europy były to jednak stosunkowo łagodne restrykcje (np. Hiszpania w 1492 roku wygnała wszystkich Żydów - Edykt z Alhambry).
Większość Żydów przebywających prowadzących interesy z mieszkańcami Wenecji mieszkała w miejscowości Mestre i zajmowała się bankowością i drobnymi pożyczkami pod zastaw. Działalność ta była zakazana dla chrześcijan i ściśle regulowana przez władze. Określano między innymi wysokość maksymalnej stopy procentowej, pobierano od działalności opłaty i ograniczano ją geograficznie wyłącznie do Mestre, miejscowości leżącej wówczas nieopodal Wenecji (dziś część miasta).
W 1509 roku podczas wojny Republiki z Ligą w Cambrai wrogie wojska znalazły się w pobliżu Mestre. W obawie przed utratą depozytów i dokumentów przechowywanych przez żydowskich pożyczkodawców, Senat Wenecji zgodził się na to, by uciekający przed wrogą armią Żydzi schronili się w mieście. Zgoda na pobyt miała mieć charakter tymczasowy. Z czasem jednak okazało się, że Wenecjanom wygodniej było mieć pożyczkodawców w swoim mieście niż w pobliskim Mestre. Wenecjanie dostrzegli też możliwość zarobku na dodatkowych podatkach - obłożono Żydów dodatkową opłatą za pobyt. Początkowo w wysokości 5 tys. dukatów, następnie podwyższono ją do 10 tys. Podatek ten miał być płacony przez całą żydowską wspólnotę, nie przez jednostki. Wymagało to od wspólnoty żydowskiej stworzenia mechanizmu zbiórki środków pieniężnych na podatek.
Swobodny pobyt Żydów w mieście nie spodobał się jednak katolickim kaznodziejom, zaczęły narastać nastroje antysemickie. Wysuwano postulaty segregacji Żydów. W odpowiedzi na te nastroje 29 marca 1516 Senat Wenecji wydał dekret, w którym nakazywał wszystkim Żydom w mieście zamieszkanie w wydzielonej dzielnicy Ghetto Nuovo. Żydzi mogli przebywać poza gettem, ale tylko w wyznaczonych godzinach. Wieczorem bramy getta były zamykane, każdy, kto znalazł się poza gettem poza wyznaczonymi godzinami miał być aresztowany. Mieszkańcy, którzy zamieszkiwali dzielnice wcześniej, musieli przenieść się gdzie indziej. Getto miało być strzeżone, a strażników (chrześcijan) opłacała wspólnota żydowska. Zakazano budowy synagog w mieście. Nakazano również, by czynsze płacone przez Żydów chrześcijańskim właścicielom budynków w getcie były o 1/3 wyższe niż czynsze płacone przez poprzednich najemców.
Początkowo do getta przeniosło się kilkaset osób, nie wszyscy Żydzi weneccy zdecydowali się w nim zamieszkać. Część wyjechała z miasta i udała się do innych krajów. Warunki sanitarne i lokalowe w getcie były bardzo złe, dużo gorsze od tych, które panowały poza gettem. Gęstość zaludnienia getta była dużo wyższa niż reszty miasta, lokale mieszkalne były zatłoczone. Ceny wynajmu lokali wzrosły o wiele więcej, niż zadekretował Senat - chrześcijańscy właściciele mieszkań zarabiali dużo więcej, ponieważ w ich lokalach mieszkało znacznie więcej lokatorów niż wcześniej.
W 1528 nieco zliberalizowano przepisy dotyczące getta. Pozwolono Żydom na otwarcie Synagogi w getcie, obniżono również podatki, które musieli płacić.
W 1541 roku getto zostało powiększone. Stało się to na wniosek kupców żydowskich z krajów Levantu, którzy prowadzili handel pomiędzy Wenecją a Bałkanami. Kupcy ci nocowali w getcie, ale uznali, że jest ono zbyt małe i zbyt zatłoczone na ich potrzeby. Wystosowali petycje do Senatu Republiki, prosząc o wyznaczenie innego miejsca zamieszkania. Senat przychylił się do ich prośby i powiększył getto o tereny przyległe, zostały one nazwane ghetto vecchio (stare getto). Nowi przybysze zostali jednak poddani innym restrykcjom niż Żydzi mieszkający w istniejącym już getcie, mogli oni mieszkać przez zaledwie dwa lata, w odróżnieniu od innych Żydów mogli zajmować się tylko handlem i nie mieli prawa udzielać pożyczek.
W XVII wieku, czyli w kulminacyjnym momencie istnienia getta, mieszkało w nim ok. 5 tysięcy osób. W związku z tym, że teren nie mógł być powiększany, a liczba ludności była coraz większa, wzniesiono tam pierwsze „drapacze chmur”, które liczyły do 7–8 pięter. Wyróżniały się one wtedy wysokością, pozostając do dziś w Wenecji jednymi z najwyższych budynków. W 1797 roku Napoleon Bonaparte otworzył bramy getta. Całkowite wyzwolenie weneckich Żydów nastąpiło wraz z utworzeniem w latach 60. XIX w. Królestwa Włoch.

## Kultura i religia

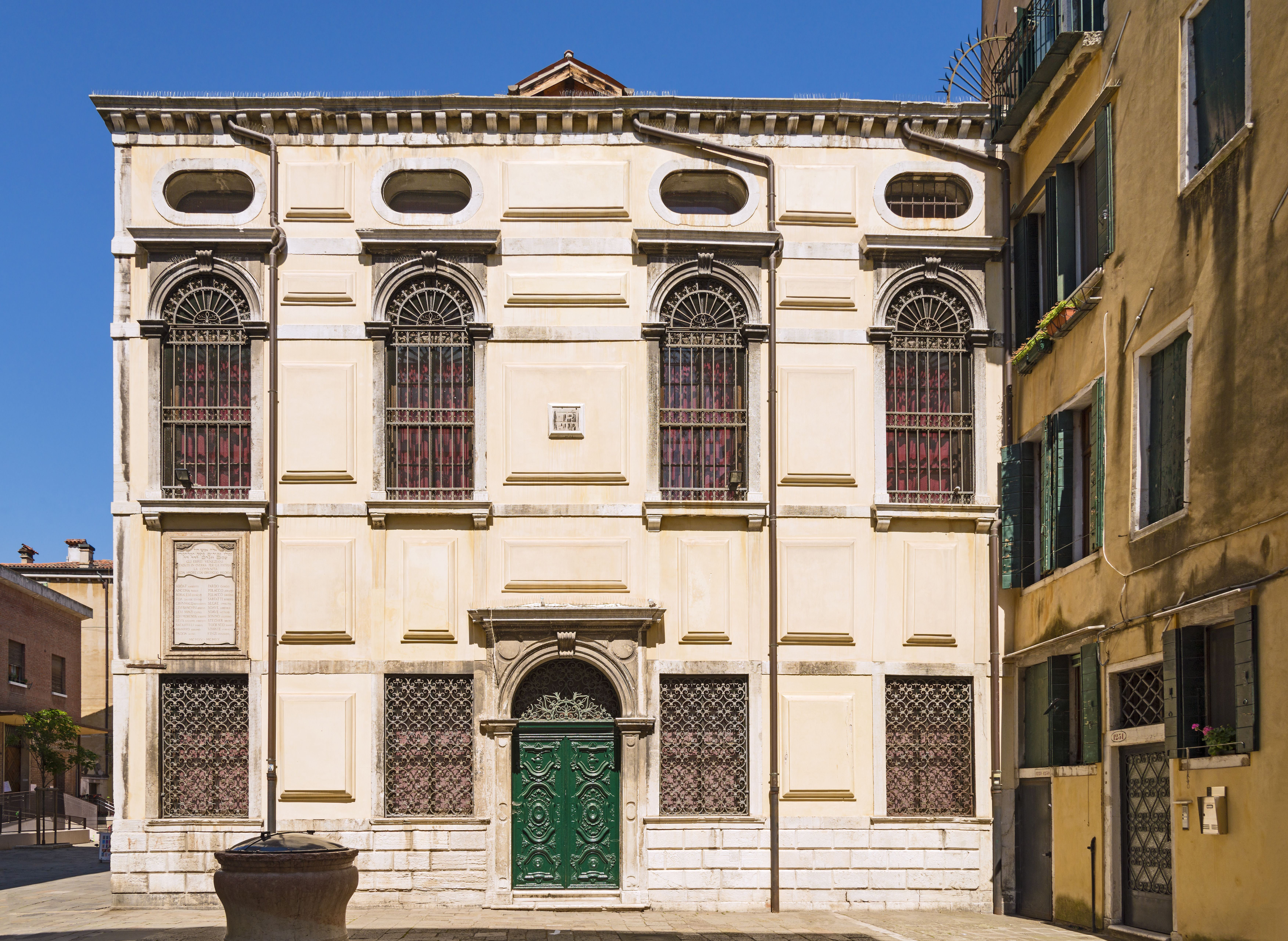
Synagoga Lewantyńska

Mimo że getto było domem dla dużej liczby Żydów, mieszkańcy w weneckim getcie nigdy nie zasymilowali się tak, by stworzyć odrębną „wenecko-żydowską” tożsamość etniczną. Cztery z pięciu synagog były wyraźnie podzielone zgodnie z tożsamością etniczną: oddzielne synagogi służyły niemieckim (Scuola Grande Tedesca), włoskim (Scuola Italiana), hiszpańskim i portugalskim Żydom (Scuola Spagnola) oraz lewantyńskim Sefardyjczykom (Scuola Levantina). Piąta świątynia, Scuola Canton, została wzniesiona jako prywatna synagoga dla czterech rodzin (m.in. Fano, która sfinansowała budowę), przypuszczalnie służyła prowansalskiej społeczności żydowskiej.

## Getto dziś
Na obszarze byłego getta znajduje się 5 synagog, rabiniczna jesziwa Lubawicz oraz kilka sklepów z judaikami. Mimo że getto nadal pozostaje centrum działalności społecznej Żydów, których w Wenecji mieszka ok. 500, niewielu z nich mieszka obecnie w jego obrębie.

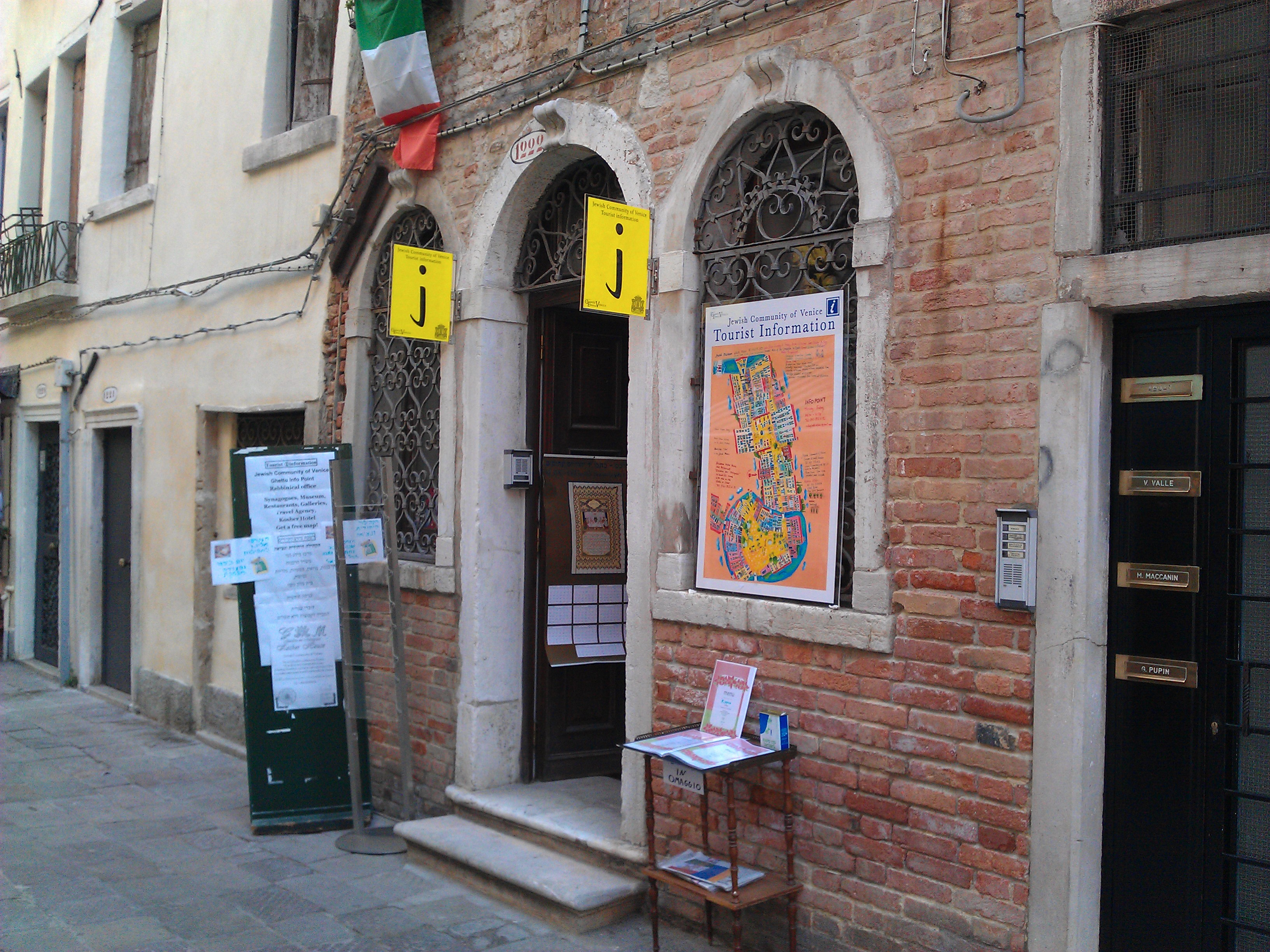
Punkt informacyjny weneckiej społeczności żydowskiej na terenie starego getta
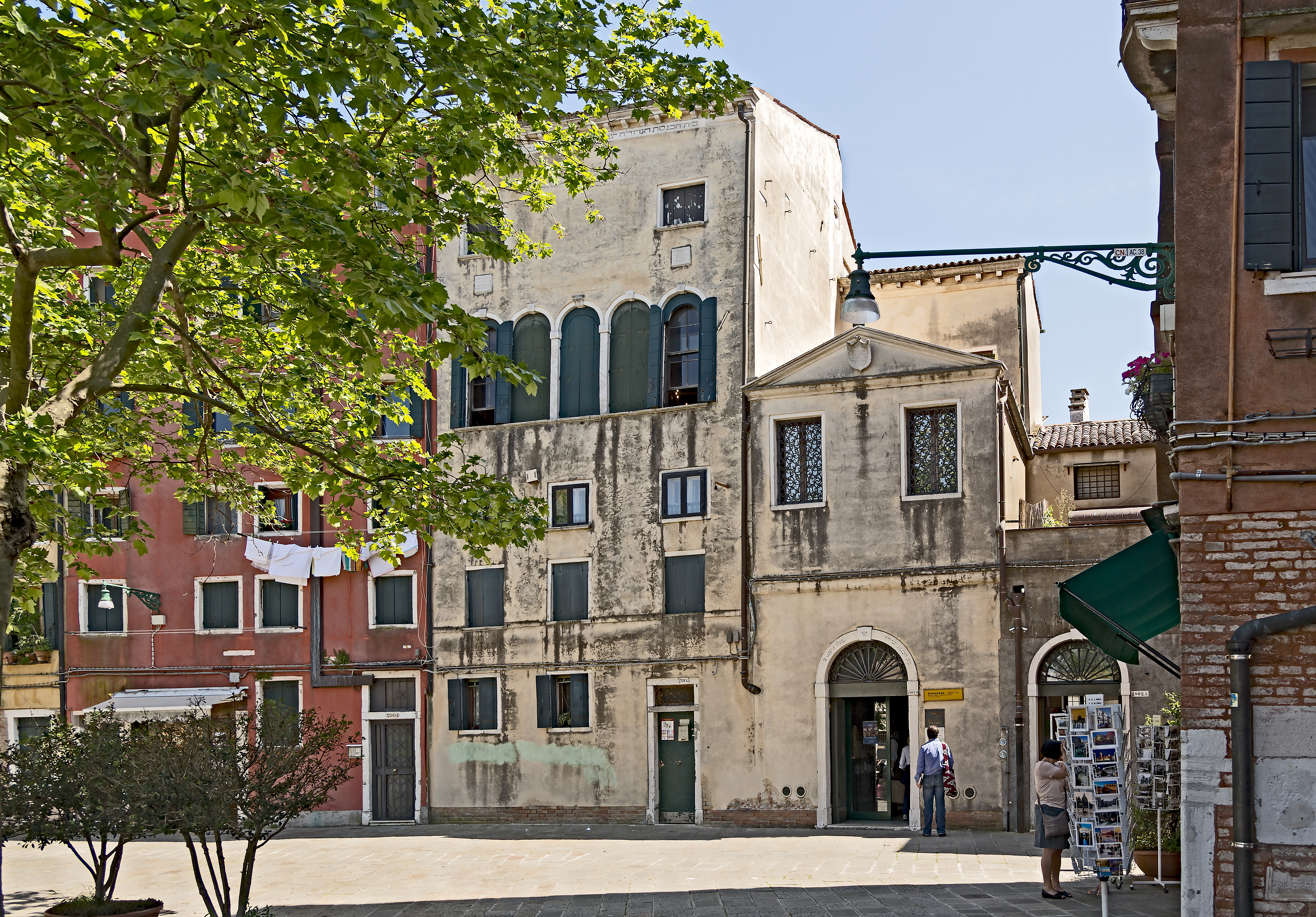
Fasada budynku Scola Grande Tedesca, wejście do żydowskiego muzeum i Scola Canton w granicach byłego getta weneckiego
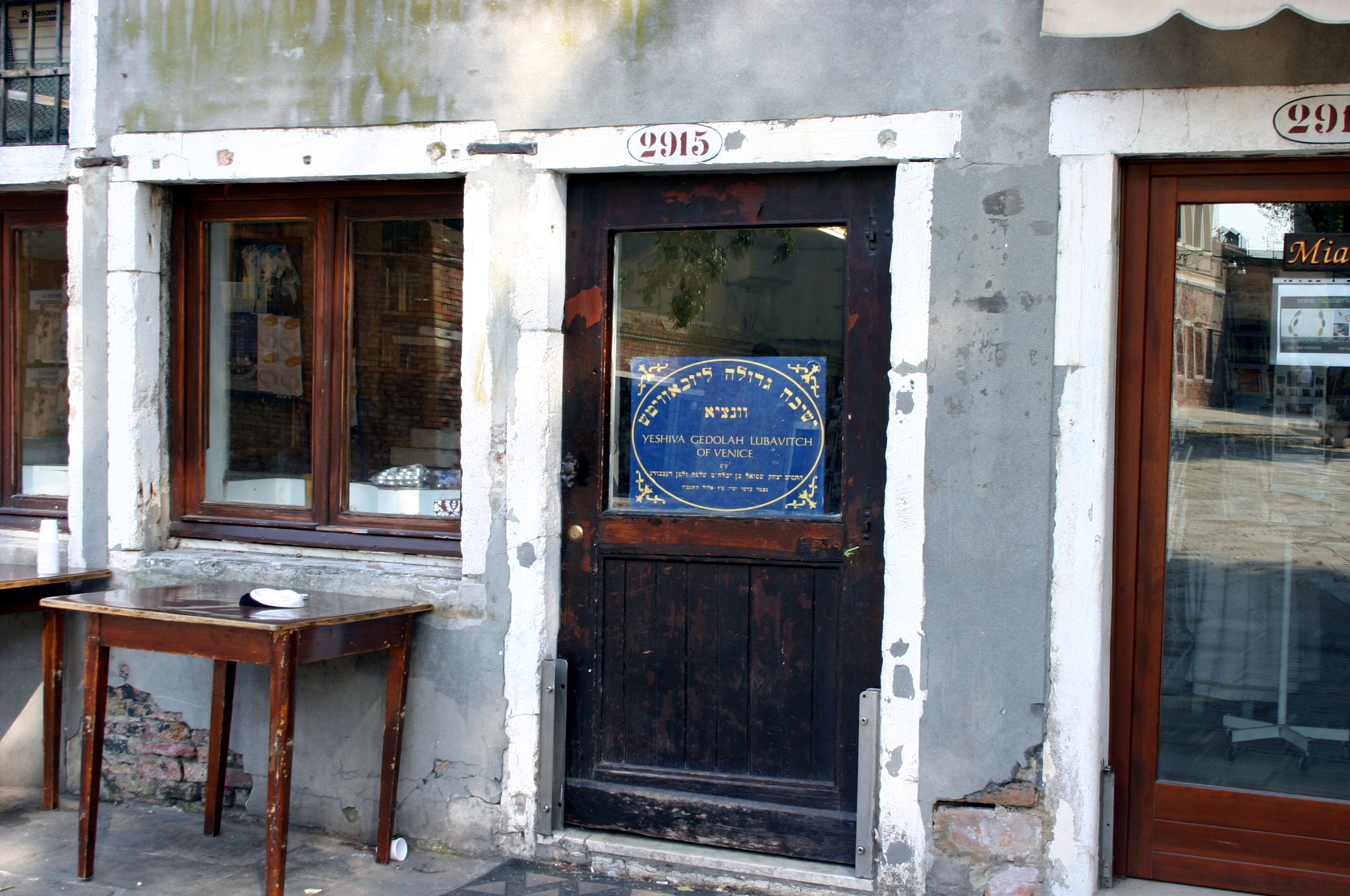
Jesziwa Lubawicz na terenie byłego getta weneckiego